# Andrzej Ignatowski (dziennikarz)
Andrzej Ignatowski (ur. 30 marca 1961 w Warszawie) – polski dziennikarz, autor tekstów piosenek.

## Działalność dziennikarska
W 1988 ukończył studia na Wydziale Dziennikarstwa i Nauk Politycznych UW. Pracę dziennikarską rozpoczął jako reporter. Współpracował z tytułami takimi jak  Walka Młodych (1989 – 1990), ITD (1984 – 1987) oraz Dziennik Obywatelski „A-Z” (1990 – 1991). Od 1991 do 1997 związany z Expresem Wieczornym, jako kierownik działu miejskiego i kulturalnego, potem zastępca szefa magazynu „Kulisy”. Od 1998 roku do 1999 zastępca redaktora naczelnego magazynu „CKM”. Współtwórca koncepcji merytorycznej i makiety magazynu. W redakcji odpowiedzialny za zawartość merytoryczną i układ pisma.
W latach 2000–2002 redaktor naczelny polskiej edycji międzynarodowego magazynu "Maxim".
W latach 2007–2009 dyrektor muzyczny telewizji 4Fun.tv.
W latach 2009–2010 redaktor naczelny miesięcznika kulturalno-rozrywkowego "Movie-magazyn filmowy".

## Działalność muzyczna
Autor kilkuset tekstów między innymi dla Varius Manx, Roberta Jansona, Blue Cafe, Ryszarda Rynkowskiego, Grzegorza Markowskiego, De Mono, Lidii Kopani, Artura Gadowskiego, Kuby Badacha, Bogusława Meca, Krzysztofa Krawczyka (wspólnie z Krzesimirem Dębskim piosenka do serialu telewizji TVN "Na Wspólnej").

### Dyskografia

#### Single
| Rok  | Tytuł singla                 | Wykonawca         | Wydawca                           | Tytuł albumu studyjnego |
| ---- | ---------------------------- | ----------------- | --------------------------------- | ----------------------- |
| 1996 | "Ten sen"                    | Varius Manx       | ZIC ZAC                           | "Ego"                   |
| 1996 | "Ruchome piaski"             | Varius Manx       | Mercury                           | -                       |
| 1997 | "Jedno słowo wystarczy"      | Robert Janson     | BMG Poland                        | "Trzeci wymiar"         |
| 1997 | "Małe szczęścia"             | Robert Janson     | ZIC ZAC                           | "Trzeci wymiar"         |
| 1997 | "Itaka"                      | Robert Janson     | ZIC ZAC, BMG Poland               | "Trzeci wymiar"         |
| 1997 | "Najmniejsze państwo świata" | Varius Manx       | ZIC ZAC                           | "End"                   |
| 1997 | "Kiedy mnie malujesz"        | Varius Manx       | ZIC ZAC, BMG Poland               | "End"                   |
| 1998 | "Niezwykły dar"              | Lidia Kopania     | PollyGram Polska, Izabelin Studio | -                       |
| 1999 | "Ten jeden raz"              | Robert Janson     | ZIC ZAC, BMG Poland               | "Nowy świat"            |
| 2000 | "Nieważne co wczoraj"        | Sylwia Wiśniewska | Pomaton EMI                       | "Cała ty"               |
| 2001 | "Jestem tobą"                | Varius Manx       | Pomaton EMI                       | "Eta"                   |
| 2002 | "Moje Eldorado"              | Varius Manx       | Pomaton EMI                       | "Eno"                   |
| 2003 | "Kilka sekund"               | Varius Manx       | Scena FM                          | -                       |
| 2005 | "Pocałuj mnie"               | Kind Of Blue      | Kompania muzyczna Pomaton         | -                       |
| 2005 | "...i RNB"                   | Ewa Sonnet        | IFactory Sp. z o.o.               | "Nielegalna"            |

#### Albumy
| Rok  | Tytuł albumu                                                | Tytuły piosenek | Typ albumu     | Wydawca albumu                   |
| ---- | ----------------------------------------------------------- | --- | -------------- | -------------------------------- |
| 1996 | Varius Manx "Ego"                                           | - "Ten sen" - "Brak słów" - "Dom - gdzieś blisko mnie" - "Szept" - "Czy to jeszcze jestem ja"                                                                 | Album studyjny | ZIC ZAC                          |
| 1997 | Robert Janson "Trzeci wymiar"                               | wszystkie teksty | Album studyjny | ZIC ZAC                          |
| 1997 | Różni wykonawcy "Piątki na piątki w radiu Zet"              | - Robert Janson "Małe szczęścia" | Kompilacja     | Mercury, PolyGram Polska         |
| 1997 | Varius Manx "End"                                           | - "Kiedy mnie malujesz" - "Bez fałszu" - "Najmniejsze państwo świata" - "Jestem tu - obok Ciebie" - "Nie teraz" - "Na koniec"                                 | Album studyjny | BMG Poland                       |
| 1998 | Różni wykonawcy "Gwiazdy XL'97"                             | - Varius Manx "Dom - gdzieś blisko mnie" | Kompilacja     | XL                               |
| 1999 | Robert Janson "Nowy świat"                                  | - "Ten jeden raz" | Album studyjny | ZIC ZAC                          |
| 2000 | Sylwia Wiśniewska "Cała ty"                                 | - "Na huśtawce świat" - "Nieważne co wczoraj" - "Słowa szeptane do ucha" - "Nie ten scenariusz"                                                               | Album studyjny | Pomaton EMI                      |
| 2000 | Różni wykonawcy "Ballady polskie"                           | - Varius Manx "Ruchome piaski" | Kompilacja     | Rowi-Music                       |
| 2001 | Varius Manx "Eta"                                           | - "Poza światem" - "Jestem tobą" - "Zdecyduj sam" - "Spóźnieni kochankowie" - "Oddychaj życiem" - "Może dziś" - "Tak jak w labiryncie"                        | Album studyjny | Pomaton EMI                      |
| 2002 | Varius Manx i Robert Janson "Zanim zrozumiesz"              | - "Ten sen" - "Kiedy mnie malujesz" - "Najmniejsze państwo świata" - "Ruchome piaski" - "Itaka" - "Małe szczęścia" - "Nowy świat"                             | Kompilacja     | Pomaton EMI                      |
| 2002 | Varius Manx "Eno"                                           | - "Moje Eldorado" - "Ma sens" - "Smak czerwonego wina" - "Znów być kochaną" - "Wylęknione oczy" - "Czas, który masz" - "Smak białego wina"                    | Album studyjny | Pomaton EMI                      |
| 2003 | Różni wykonawcy "RMF FM - Moja i Twoja muzyka"              | - Varius Manx "Kilka sekund" - Varius Manx "Więc popatrz na mnie choć raz" - De Mono "Bo dziś już nie ma nas"                                                 | Kompilacja     | Scena FM                         |
| 2004 | Varius Manx "Największe przeboje. Część 2"                  | - "Ten sen" - "Ruchome piaski" - "Kiedy mnie malujesz" - "Najmniejsze państwo świata" - "Dom - gdzieś blisko mnie" - "Czy to jeszcze jestem ja" - "Brak słów" | Kompilacja     | BMG Poland                       |
| 2006 | Queens "Made for Dancing"                                   | - "Tobą na dobre i na złe" | Album studyjny | Magic Records                    |
| 2006 | Ewa Sonnet "Nielegalna"                                     | - "Niech ta noc nie kończy się - Spit" - "Wszystko mija" | Album studyjny | IFactory Sp. z o.o.              |
| 2006 | Różni wykonawcy "Mistic"                                    | - Varius Manx "Ruchome piaski" | Kompilacja     | Warner Music Poland              |
| 2006 | Varius Manx "Największe przeboje"                           | - "Moje Eldorado" | Kompilacja     | EMI Music Poland                 |
| 2007 | Różni wykonawcy "25 lat listy przebojów Trójki"             | - Robert Janson "Małe szczęścia" | Kompilacja     | The Music Marketeers             |
| 2008 | Różni wykonawcy "No. 1"                                     | - Blue Café "Czas nie będzie czekał" | Kompilacja     | Universal Music Polska           |
| 2008 | Lidia Kopania "Przed świtem"                                | - "Nie poddawaj się" - "Carnivale Venezziano" - "Gdy kochasz mnie"                                                                                            | Album studyjny | Kompania muzyczna Pomaton        |
| 2009 | Różni wykonawcy "The Best Polish Love Song... Ever!"        | - Varius Manx "Jestem Tobą" | Kompilacja     | Kompania muzyczna Pomaton        |
| 2010 | Różni wykonawcy "Bravo Hits Stop przemocy!"                 | - Blue Cafe "Czas nie będzie czekał" | Kompilacja     | Magic Records                    |
| 2010 | Różni wykonawcy "The Best Polish Love Song... Ever! vol. 2" | - Blue Cafe "Czas nie będzie czekał" - Robert Janson "Małe szczęścia"                                                                                         | Kompilacja     | Kompania muzyczna Pomaton        |
| 2011 | Varius Manx "Eli"                                           | - "Tak to ja" - "Tam gdzie nie ma nas" - "Zaczekam" | Album studyjny | Sony Music                       |
| 2011 | Różni wykonawcy "RMF FM Polskie przeboje"                   | - Varius Manx "Tak to ja" | Kompilacja     | Magic Records                    |
| 2012 | Różni wykonawcy "RMF FM Polskie przeboje 2012"              | - Maciej Czaczyk "Dla Ciebie" - Piotr Karpienia, Witold Cisło "Zagubiona" - Varius Manx "Jednym ruchem serca"                                                 | Kompilacja     | Magic Records                    |
| 2012 | Maciej Czaczyk "Maciej Czaczyk"                             | - "Liście na wietrze" - "Dla Ciebie" | Album studyjny | HQT Music Group                  |
| 2013 | Różni wykonawcy "RMF FM Polskie przeboje 2013"              | - Maciej Czaczyk "Liście na wietrze" | Kompilacja     | Magic Records                    |
| 2015 | Bogusław Mec "Recepta na życie"                             | wszystkie teksty | Album studyjny | Agencja Muzyczna Polskiego Radia |

### Filmografia[46]
- 1996 – NOCNE GRAFFITI Piosenka: RUCHOME PIASKI, NIEME ŚCIANY – Słowa piosenek
- 1997 – KOCHAJ I RÓB CO CHCESZ Piosenka: MAŁE SZCZĘŚCIA, ITAKA – Słowa piosenek
- 1998 – EKSTRADYCJA 3 Piosenka: MAŁE SZCZĘŚCIA – Słowa piosenki
- 2003 – NA WSPÓLNEJ Piosenka: NA WSPÓLNEJ – Słowa piosenki
- 2004 – RH+ Piosenka: GDY POJAWIŁAŚ SIĘ... – Słowa piosenki
- 2006 – APETYT NA MIŁOŚĆ Piosenka: piosenka końcowa – Słowa piosenki